# Больская, Аделаида Юлиановна
Аделаи́да Юлиа́новна Бо́льская (пол. Adela Bolska, урождённая Скомпская (пол. Skąpska), по мужу Диенгейм-Щавиньская-Брохоцкая (пол. Dienheim-Szczawińska-Brochocka); 16.11.1863, Подольская губерния — 29.9.1930, Таллин) — русская оперная певица (лирическое сопрано) и вокальный педагог.

## Биография
До 1880 года училась в закрытом монастырском пансионе Königliche Musikschule в Мюнхене сначала игре на фортепиано, позже пению. В 1883—1888 годах в Московской консерватории у Джакомо Гальвани и Фёдора Коммиссаржевского. Во время учёбы принимала участие в концертах русского музыкального общества с произведениями и под управлением П. И. Чайковского. Окончила консерваторию с малой серебряной медалью и затем в течение года совершенствовала вокальное мастерство в Италии. Дебютировала в миланском театре Dal Verme, выступала также в Лоди, участвовала в концертах дирижёров Шарля Ламурё и Эдуара Колонна.
По возвращении в Россию при активном участии Чайковского была принята в Большой театр; пела под фамилией Скомпская. В 1889 году дебютировала на его сцене в партиях Памины («Волшебная флейта»), Гориславы («Руслан и Людмила») и Татьяны («Евгений Онегин»). Выступала в Большом театре до 1892 года; 17 апреля 1892 года исполнила партию Леоноры в премьере оперы Антона Симона «Ролла». Именно Скомпской Чайковский хотел отдать заглавную партию в новой опере «Иоланта», которую собирались ставить в Петербурге (на премьере 18 декабря пела Медея Фигнер), однако она была вынуждена уволиться из-за болезни до истечения контракта и уехать лечиться во Францию.
В 1893 году Аделаида Скомпская вышла замуж за графа Александра Диенгейм-Щавиньского-Брохоцкого, в 1894 году родила дочь Марию Ванду. Продолжая заниматься вокалом, брала в Париже уроки у знаменитой французской певицы Миолан-Карвальо. В Париже выступала в салонах и частных собраниях под псевдонимом ***, где её услышал композитор Массне и настоятельно советовал взять сценический псевдоним и выступать публично. Так как певица отказывалась от иностранных имен, композитор предложил псевдоним — Больска, взяв фамилию героя «Приключения Ладислава Больского» (фр. L’aventure de Ladislas Bolski; 1864) Виктора Шербюлье.
По настоянию друзей в 1896 году возобновила концертную деятельность, с огромным успехом выступив в театре «Лисео» в Барселоне в партии Офелии. Из предложенных ей после этого ангажементов Больска предпочла приглашение Директора императорских театров И. А. Всеволожского в Мариинский театр. Для ангажемента певицы царская власть разрешила временный въезд мужа Больска графа Дингейм-Щавиньского-Брохоцкого на территорию Российской империи, оставившего Польшу после восстания 1863 года.
Дебютировала в Санкт-Петербурге в партии Татьяны («Евгений Онегин» Чайковского) 22 сентября 1897 года и выступала на сцене Мариинского театра в ведущих партиях вплоть до 1918 года. Среди премьер Больской — Волхова в «Садко» (26 января 1901 года) и Марфа в «Царской невесте» (30 октября 1901 года) Николая Римского-Корсакова, Дамаянти в «Нале и Дамаянти» Антона Аренского (9 сентября 1908 года).
Впервые исполнила на русском языке партию Зиглинды в «Валькирии» (24 ноября 1900 года) и партию Евы «Нюрнбергских мейстерзингерах» (20 марта 1914 года) Рихарда Вагнера. Во время летних отпусков гастролировала в городах русской провинции: Тифлисе (антреприза П. Зурабова и М. Валентинова), Харькове, Киеве и Одессе (антреприза М. Валентинова), Таганроге, Черкасске, Екатеринославе, Кишиневе, Кисловодске, Вильно, Риге. Также каждый год выступала в Варшаве. Выступала в Париже, Лондоне (Ковент-Гарден). На протяжении многих лет брала уроки пения у Бертрами в Париже, где постоянно проживала.
В 1918 году контракт Больской с Мариинским театром был досрочно разорван. Певица выступала эпизодически в концертных программах. С 1918 года итальянская подданная. С 1920 по 1923 год была профессором вокального класса в Петроградский консерватории. В 1923 году уехала в Варшаву, где также преподавала в консерватории.

Скончалась в Таллине, похоронена в Варшаве на кладбище Старые Повонзки. 

## Творчество
Больская была также камерной исполнительницей. По мнению современного музыкального критика,

То, что Аделаида Больская, «солистка Его Величества», голос которой в опере был «каскадом жемчужных брызг», была лучшей исполнительницей романсов Чайковского и Рахманинова, дает представление о точном месте этой певицы на русской сцене в конце прошлого — начале этого века.

Камерный репертуар Больской включал также сочинения Михаила Глинки, Антона Рубинштейна, Цезаря Кюи, Сергея Танеева, Александра Гречанинова, Александра Глазунова, Рейнгольда Глиэра и др.
Сохранились записи Аделаиды Больской фирмы «РАОГ» — два дуэта с А. Лабинским. Среди других партнёров Больской по оперной сцене были такие выдающиеся артисты, как Фёдор Шаляпин, Леонид Собинов, Фёдор Стравинский, Николай Фигнер, Лев Сибиряков, Маттиа Баттистини, Иван Ершов, Фелия Литвин, братья Ян и Эдуард Решке.

## Общественная деятельность
Больская была попечительницей в благотворительном обществе при римско-католическом Храме св. Екатерины в Петербурге. Часто участвовала в благотворительных концертах. В 1901 год у, отвечая на вопрос императора Николая II, как он может отблагодарить её за талантливое пение, Больская испросила разрешение на установку памятника Фредерику Шопену в Варшаве — до этого все попытки установить памятник великому композитору были безуспешны; к концу того же года певица вместе с мужем составила комитет по сооружению памятнику, утверждённый варшавским генерал-губернатором. Больская помогала собирать деньги на памятник, в том числе сборами от своих выступлений, организовывала концерты в Петербурге, Варшаве, Лондоне, средства от которых шли в фонд комитета. В 1926 году памятник Шопену (архитектор Вацлав Шимановский) был установлен в Варшаве в парке Лазенки.

## Репертуар
- Людмила и Горислава «Руслан и Людмила» М. Глинки
- Татьяна «Евгений Онегин» П. Чайковского
- Волхова «Садко», Снегурочка «Снегурочка» Н. Римского-Корсакова
- Франческа «Франческа да Римини» Э. Направника
- Катарина Брагадини «Анджело» Ц. Кюи
- Сефиза «Месть амура» А. Танеева
- Эвридика «Орфей и Эвридика» К. В. Глюка
- Памина «Волшебная флейта», Церлина «Дон Жуан» В. А. Моцарта
- Агата «Волшебный стрелок» К. М. Вебера
- Галька «Галька» Ст. Монюшко
- Эльза «Лоэнгрин», Елизавета «Тангейзер» Вагнера
- Виолетта "«Травиата» Д. Верди
- Мими «Богема» Д. Пуччини
- Маргарита «Гугеноты» Д. Мейербера
- Маргарита «Фауст», Джульетта «Ромео и Джульетта» Ш. Гуно
- Джульетта и Антония «Сказки Гофмана» Ж. Оффенбаха
- Эсклармонда «Эсклармонда» Ж. Массне.
- Лиза «Пиковая дама» П. Чайковского
- Маша «Капитанская дочка» Ц. Кюи